# Середниковский сельский округ
Середниковский сельский округ — упразднённая административно-территориальная единица, существовавшая на территории Шатурского района Московской области в 1994—2006 годах.
Административным центром было село Середниково.

## История

### 1918—1994 годы. Середниковский сельсовет
В 1923 году Середниковский сельсовет находился в составе Середниковской волости Егорьевского уезда Московской губернии.
В 1925 году в состав Середниковского сельсовета вошли деревни Бармино и Терехово из упразднённого Борминского (Барминского) сельсовета, но уже в 1926 году Борминский сельсовет был вновь восстановлен.
На 1 января 1927 года в состав Середниковского сельсовета входило одно село Середниково.
В ходе реформы административно-территориального деления СССР в 1929 году Середниковский сельсовет вошёл в состав Дмитровского района Орехово-Зуевского округа Московской области. В 1930 году округа были упразднены, а Дмитровский район переименован в Коробовский.
В 1936 году в Середниковский сельсовет включена территория упразднённого Бабынинского сельсовета (деревня Бабынино). В 1939 году сельсовету вновь переданы деревни Бармино и Терехово Барминского сельсовета.
В 1952 году упразднён Новошинский сельсовет, его территория разделена между Шараповским (деревня Новошино) и Середниковским сельсоветом (деревня Гаврино).
В 1959 году в Середниковский сельсовет переданы деревни Дубровка, Красная Горка и Самойлиха упразднённого Дубровского сельсовета.
3 июня 1959 года Коробовский район упразднён, а Середниковский сельсовет передан Шатурскому району.
В конце 1962 года в ходе реформы административно-территориального деления Шатурский район был упразднён, а его сельская территория (сельсоветы) включена в состав вновь образованного Егорьевского укрупнённого сельского района.
11 января 1965 года Егорьевский укрупненный сельский район был расформирован, а на его месте были восстановлены Егорьевский и Шатурский районы. Середниковский сельсовет вновь вошёл в состав Шатурского района.

### Середниковский сельский округ
В 1994 году в соответствии с новым положением о местном самоуправлении в Московской области Середниковский сельсовет был преобразован в Середниковский сельский округ.
В 1999 году в состав Середниковского сельского округа входило 1 село, 7 деревень и 3 посёлка: село Середниково, деревни Бабынино, Бармино, Терехово, Гаврино, Дубровка, Красная Горка, Самойлиха, посёлки Лесозавода, станции Бармино и станции Сазоново.
В 2004 году в Середниковский сельский округ передана территория упразднённого Шараповского сельского округа и часть территории Бородинского сельского округа (деревни Гришакино, Катчиково, Митрониха, Подлесная).
В 2005 году населённые пункты Середниковского сельского округа вошли в состав Дмитровского сельского поселения.
29 ноября 2006 года Середниковский сельский округ исключён из учётных данных административно-территориальных и территориальных единиц Московской области.